# Djoueria Abdallah
Djoueria Abdallah là một chính trị gia Comoros. Là một nữ hộ sinh từ làng Mitsamiouli, bà đã làm nên lịch sử vào năm 2004 bằng cách trở thành người phụ nữ đầu tiên tham gia Hội Liên hiệp Comoros. Bà đại diện cho khu vực bầu cử đầu tiên của Ngazidja. Đến năm 2007, cô vẫn là thành viên nữ duy nhất của hội.